# Georg Hornstein
Georg Hornstein (Berlijn, 8 december 1900 – concentratiekamp Buchenwald, Duitsland, 3 september 1942) was een joodse verzetsstrijder in nazi-Duitsland. De erkenning van zijn joodse identiteit, die hij formuleerde in 1942 tijdens zijn gevangenschap door de Gestapo, wordt frequent aangehaald als voorbeeld van het joodse verzet tegen het nazisme.

## Biografie
Georg Hornstein werd geboren in Berlijn, als kind van een middenstander. Hij groeide op in Düsseldorf, de stad waarnaartoe zijn familie in 1902 verhuisde. In Düsseldorf hadden zijn ouders een winkel op de chique Boulevard Königsallee. Hornstein doorliep zijn middelbare school en volgde korte tijd de Handelsschool in Keulen, totdat hij tegen het einde van de Eerste Wereldoorlog (Abitur) in januari 1918, vrijwillig dienst nam. 
Hij werd eerst naar Wenen gestuurd en daarna diende hij als vaandrig (33e regiment van de reservisten-sluipschutters) in Krakau tot de bevrijding in november 1918. Hij vervolgde zijn studie in Keulen, Parijs, Londen en Buenos Aires en keerde in 1926 terug naar Düsseldorf om het familiebedrijf over te nemen. In 1930 vertrouwde de firma Bijenkorf, gevestigd in Amsterdam, Georg Hornstein de centrale inkoopafdeling voor Europa en Noord-Afrika toe.
Na de machtsovername door de nazi's probeerde Hornstein te emigreren, maar moest hij terugkeren naar Nederland om zijn verblijfsvergunning niet te laten verlopen.
Toen de Spaanse Burgeroorlog uitbrak ging hij als vrijwilliger naar Barcelona om bij het Spaanse leger te vechten. Hij behoorde tot het Thälmann bataljon van de Internationale Brigades, dat werd gevormd door Duitssprekende brigadeleden. Hij fungeerde als tolk en instructeur in Albacete en nam deel aan de slag om Madrid in Brunete, waar hij ernstig gewond raakte. Van september 1937 tot april 1938 diende hij in Albacete als verbindingsofficier tussen de Republikeinse regering en de Generale Staf van de Internationale Brigades.
Eind april 1938 kreeg hij toestemming om naar Amsterdam terug te keren, waar hij een lederwarenfabriek begon. In mei 1940, tijdens de Tweede Wereldoorlog, toen nazi-Duitsland Nederland had bezet, slaagde hij erin zijn bedrijf op te heffen en sieraden en objecten van waarde aan te kopen. Toen hij probeerde Nederland te verlaten en naar het buitenland te vluchten, werd hij gevangengenomen door de Sicherheitsdienst (SD). Hij werd overgebracht naar de gevangenis van Düsseldorf waar hij in bewaring werd gesteld en gemarteld. Op een zeker moment tijdens zijn periode van gevangenschap door de Gestapo, schreef Hornstein de volgende verklaring over zijn joodse identiteit:
"...Hoewel het waar is dat ik de Duitse nationaliteit bezit en dat ik word beschouwd als Duits staatsburger zoals de wet luidt, is het een feit dat ik als jood al mijn rechten in Duitsland heb verloren. Vandaar dat ik me inspan om een nieuw vaderland te vinden (...). Als jood streed ik daar (in Spanje) voor mijn overtuigingen en voor mijn rechten als mens. In deze omstandigheden beschouwde ik mezelf al niet meer als Duits staatsburger en was ik bereid om elke gelegenheid die zich voor zou doen, te benutten om een nieuwe nationaliteit te verwerven, net zoals ik bereid ben als jood te strijden voor mijn rechten als mens. Ik heb hieraan niets meer toe te voegen."
Op basis van het verslag van het verhoor nam men het besluit om Hornstein de derde graad van preventieve hechtenis of Schutzhaft toe te kennen omdat hij “door zijn verleden als strijder in communistisch Spanje (...) zou handelen in strijd met het Staatsbelang”. Het bevel werd ondertekend door Reinhard Heydrich zelf op 6 maart 1942 en Hornstein werd overgebracht naar concentratiekamp Buchenwald, waar hij op 7 mei 1942 aankwam. Daar stond hij onder permanente bewaking en mocht hij niet werken. Intussen werd zijn moeder, Hulda Hornstein, op 21 juli 1942 gedeporteerd van Düsseldorf naar Theresienstadt. Georg Hornstein werd door leden van de SS vermoord in Buchenwald op 3 september 1942.